# Russellville (Alabama)
Russellville város az USA Alabama államában, Franklin megyében, melynek megyeszékhelye is. Lakosainak száma 10 855 fő (2020. április 1.).

## Népesség
A település népességének változása:
| Lakosok száma | 180  | 9830 | 10 855 |
|               | 1870 | 2010 | 2020   |